# Kindertransport

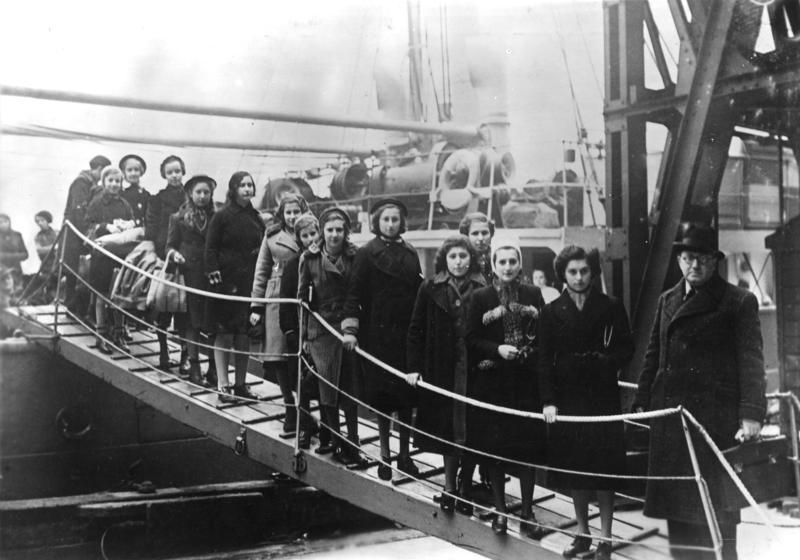
Judiska flyktingbarn från gränsområdet mellan Tyskland och Polen anländer med båten "Warschau" till London. Februari 1939.

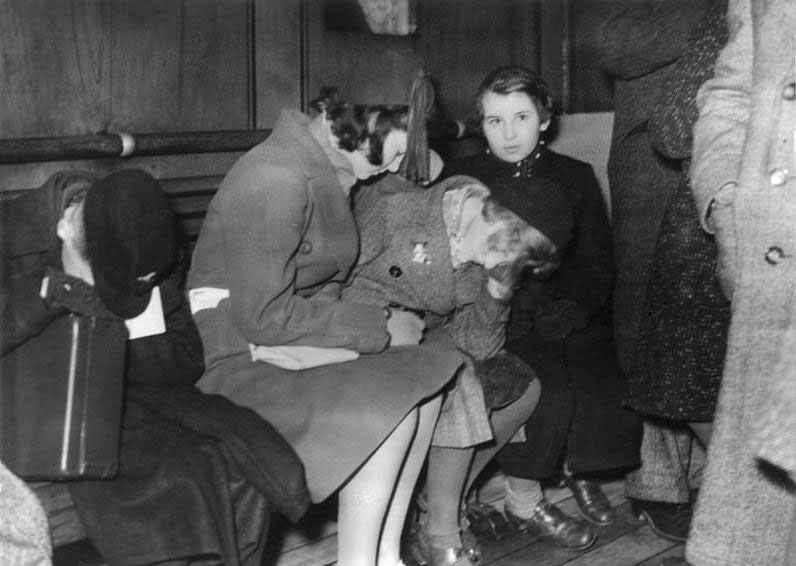
Judiska barn som just kommit till hamnstaden Harwich vid engelska ostkusten. December 1938.

Kindertransport (svenska: barntransport) är det informella namnet på en räddningsaktion för judiska barn som genomfördes från december 1938 till maj 1940. Aktionens syfte var att föra judiska barn från Tyskland, Österrike, Tjeckoslovakien, Polen och Fria staden Danzig i säkerhet i andra länder. De flesta av de tiotusentals judiska barn som evakuerades med en Kindertransport kom till Storbritannien. Omkring 500 kom till Sverige. Flertalet av dessa barn återsåg aldrig sina föräldrar; ofta var de de enda ur sina familjer som överlevde Förintelsen.

## Om barntransporterna
Efter Kristallnatten och Novemberpogromerna hösten 1938 intensifierades nazisternas aktioner mot judar. Samtidigt skärpte de flesta andra länder sin flyktingpolitik gentemot judiska flyktingar. Judarna i tyskdominerade områden, utsatta för allt brutalare förföljelse och hindrade att komma in i andra länder, sökte då att åtminstone rädda sina barn till utlandet.
Efter ett förslag från en grupp brittiska judar, kväkare och andra kristna beslutade det brittiska parlamentet den 21 november 1938 att ta emot judiska flyktingbarn och att ge dem under 17 år uppehållstillstånd i Storbritannien. Frivilligorganisationen Movement for the Care of Children in Germany (senare kallad Refugee Children's Movement) fick ansvaret att ta emot barnen och finansiera deras resa och uppehälle. Barnen kom från Tyskland, Österrike, Tjeckoslovakien, Polen och Fria staden Danzig. Den första Kindertransport som kom till England, den 2 december 1938, bestod av 196 barn från ett judiskt barnhem som hade bränts ned av nazister under Kristallnatten. Omkring 10 000 judiska barn kom till England mellan december 1938 och september 1939 och placerades i fosterfamiljer. Den sista transporten från Tyskland genomfördes vid krigsutbrottet, den 1 september 1939, och den sista transporten från kontinenten gick från Holland till England den 14 maj 1940, då Holland ockuperades av Tyskland. De flesta av dessa barn återsåg aldrig sina föräldrar. 
Även länder som Holland, Belgien, Frankrike, Danmark och Norge (innan de ockuperades av Tyskland) samt USA och Sverige tog emot judiska flyktingbarn. Omkring 500 judiska barn kom med Kindertransport till Sverige. Barntransporterna till Sverige tilläts först efter att företrädare för Mosaiska församlingen i Stockholm uppvaktat utrikesminister Sandler och socialstyrelsen och lyckats få dem att tillåta ett undantag från den restriktiva flyktingpolitiken, en särskild flyktingkvot tysk-judiska barn i åldrarna 3 till 15 år. De svenska myndigheterna gick med på att utverka en kvot, under förutsättning att barnen endast fick tillfälligt uppehållstillstånd i upp till två år med möjlighet till förlängning, samt under förutsättning att föräldrarna inte kom till Sverige. Syftet var dels att befria barnen från förtryck och våld, dels att underlätta för föräldrarna att förbereda "emigrationen" till ett tredje land där familjerna kunde återförenas. De svenska myndigheterna ville nämligen förhindra att barnen blev så kallade "bosättningsfall". I Sverige omhändertogs barnen i enskilda familjer, både judiska och icke-judiska, samt på särskilda barnhem. Det hände vid flera tillfällen att föräldrar till barn som kommit genom kvoten fick sina ansökningar om uppehållstillstånd till Sverige avslagna med hänvisning till dessa villkor.

### Facklitteratur
- Lomfors, Ingrid (1996). Förlorad barndom - återvunnet liv: de judiska flyktingbarnen från Nazityskland. Avhandlingar från Historiska institutionen i Göteborg, 1100-6781 ; 12. Göteborg: Historiska institutionen, Univ. Libris 7773561. ISBN 9188614115
- Mark Jonathan Harris & Deborah Oppenheimer, Into the Arms of Strangers: Stories of the Kindertransport, London : Bloomsbury, 2000. ISBN 0-7475-5092-1
- Judith Tydor Baumel-Schwartz, Never Look Back: The Jewish Refugee Children in Great Britain, 1938–1945. Purdue University Press, 2012. ISBN 978-1-557-53612-9.
- Det var dags att berätta, artikel i Senioren av Ulrika Palmcrantz 2022-11-01. Läst 2024-02-03.
- Kindertransport: Judiska barn fick en fristad i Sverige, artikel i Populär Historia av Anna Larsdotter 2021-01-27. Läst 2024-02-03.

### Memoarer
- Widl, Lucie (2025). From Kindertransport to Post-war Sweden: My Memories: Edited with an introduction by Norbert Götz. Issues of Contemporary History / Samtidshistoriska frågor. "50". Huddinge: Södertörns högskola. ISBN 978-91-89615-50-2. https://urn.kb.se/resolve?urn=urn:nbn:se:sh:diva-56177. Pdf-version tillgänglig under https://urn.kb.se/resolve?urn=urn:nbn:se:sh:diva-56177

### Skönlitteratur
- Berg, Marianne (2022). Fem silverskedar (Första upplagan). Lerum: Idus förlag. Libris v9dlnpjhsc8wtr7v. ISBN 9789176345511
- Berne, Emma Carlson; Eronson Peter M., Forsyth Matt (2023). Lea och Kristallnatten. Överlevarna. Helsingborg: Hegas. Libris 6n70kl914fgqb47t. ISBN 9789180087957
- W.G. Sebald, Austerlitz, översättning Ulrika Wallenström, Stockholm : Wahlström & Widstrand, 2003. ISBN 91-46-20047-9